# Liwang (köpinghuvudort i Kina, Ningxia Huizu Zizhiqu, lat 36,67, long 106,10)
Liwang är en köpinghuvudort i Kina. Den ligger i den autonoma regionen Ningxia, i den nordvästra delen av landet, omkring 200 kilometer söder om regionhuvudstaden Yinchuan. Antalet invånare är 33 126. Befolkningen består av 16 201 kvinnor och 16 925 män. Barn under 15 år utgör 31 %, vuxna 15-64 år 63 %, och äldre över 65 år 4,0 %.
Runt Liwang är det ganska tätbefolkat, med 116 invånare per kvadratkilometer. Liwang är det största samhället i trakten. Trakten runt Liwang består i huvudsak av gräsmarker.
Genomsnittlig årsnederbörd är 560 millimeter. Den regnigaste månaden är september, med i genomsnitt 116 mm nederbörd, och den torraste är december, med 1 mm nederbörd.